# Confesión belga

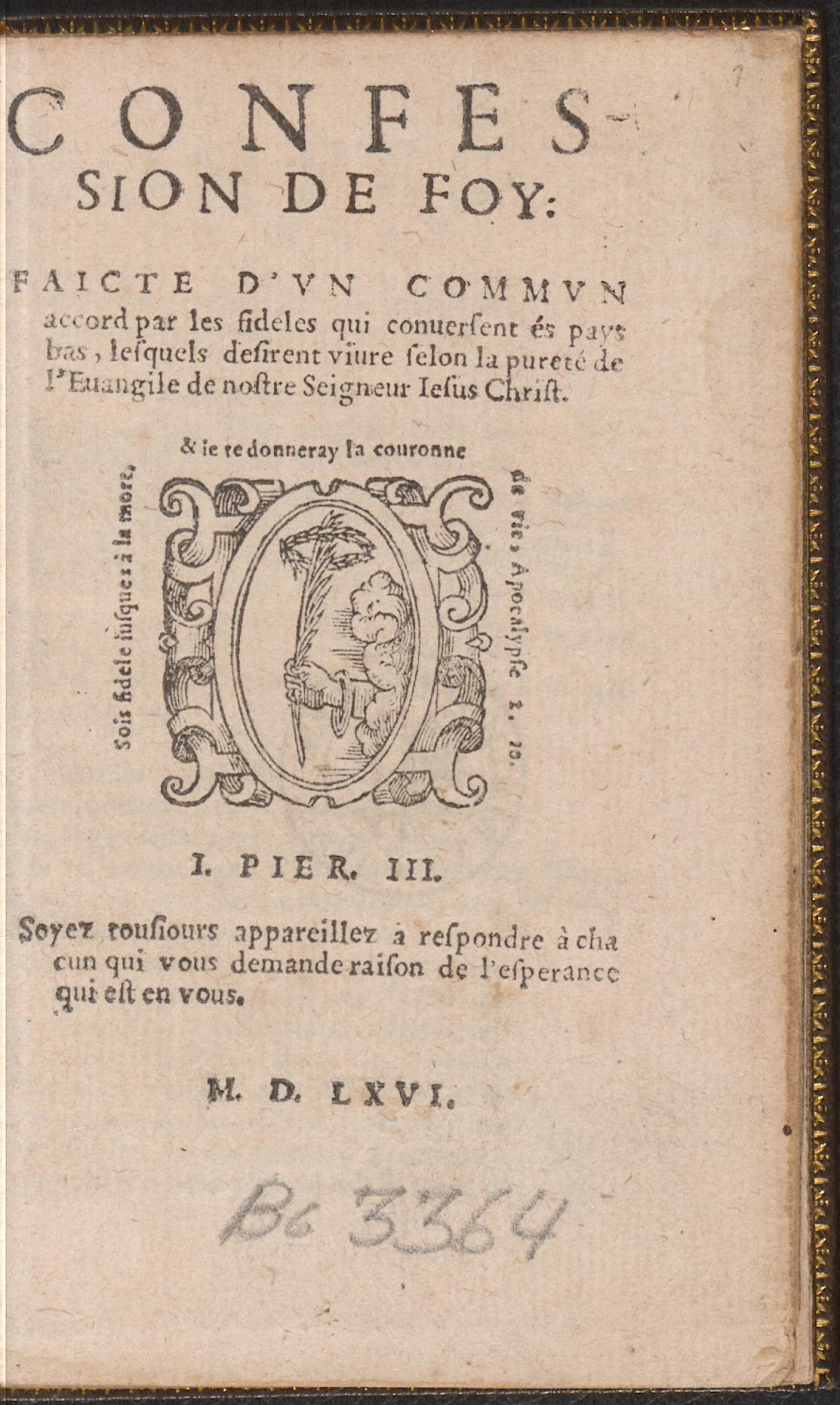
Portada de la Confesión belga publicada en 1566.

La confesión belga o confesión bélgica es un texto histórico escrito en 1561, y está considerado una de las más antiguas confesiones del tiempo de la Reforma Protestante. El autor del documento fue Guido de Bres, un predicador que murió en 1567 siendo considerado un mártir.
El documento consta de treinta y siete artículos o apartados, en los que sus autores plasmaron el pensamiento surgido a través del movimiento de Juan Calvino y otros teólogos que, partiendo de Agustín de Hipona y otros santos católicos, redactaron el canon protestante de la Biblia. Los documentos en los que se basa el texto son los credos de los apóstoles, el niceno, el de Calcedonia y el de Atanasio.